# Grace Bowman
Grace Bowman (Moonta, 16 de julho de 1990) é uma ginete paralímpica australiana. Representou a Austrália nos Jogos Paralímpicos de Verão de 2012 em Londres.

## Biografia
Natural de Moonta, interior do estado da Nova Gales do Sul, Grace cursou o ensino médio em Kadina. Quando criança, praticou várias modalidades esportivas, incluindo netball e basquete. Em 13 de setembro de 2002, então aos 13 anos, Grace sofreu um acidente com cavalo resultando em ferimentos e deslocamento da medula espinhal. Sua mãe morreu após um acidente, e seu pai morreu vítima de câncer em 2011. Cursou em 2012 a Universidade de Adelaide, na cidade homônima, onde se especializou em psicologia.
Bowman se destacou na Corrida para Londres, da ABC.

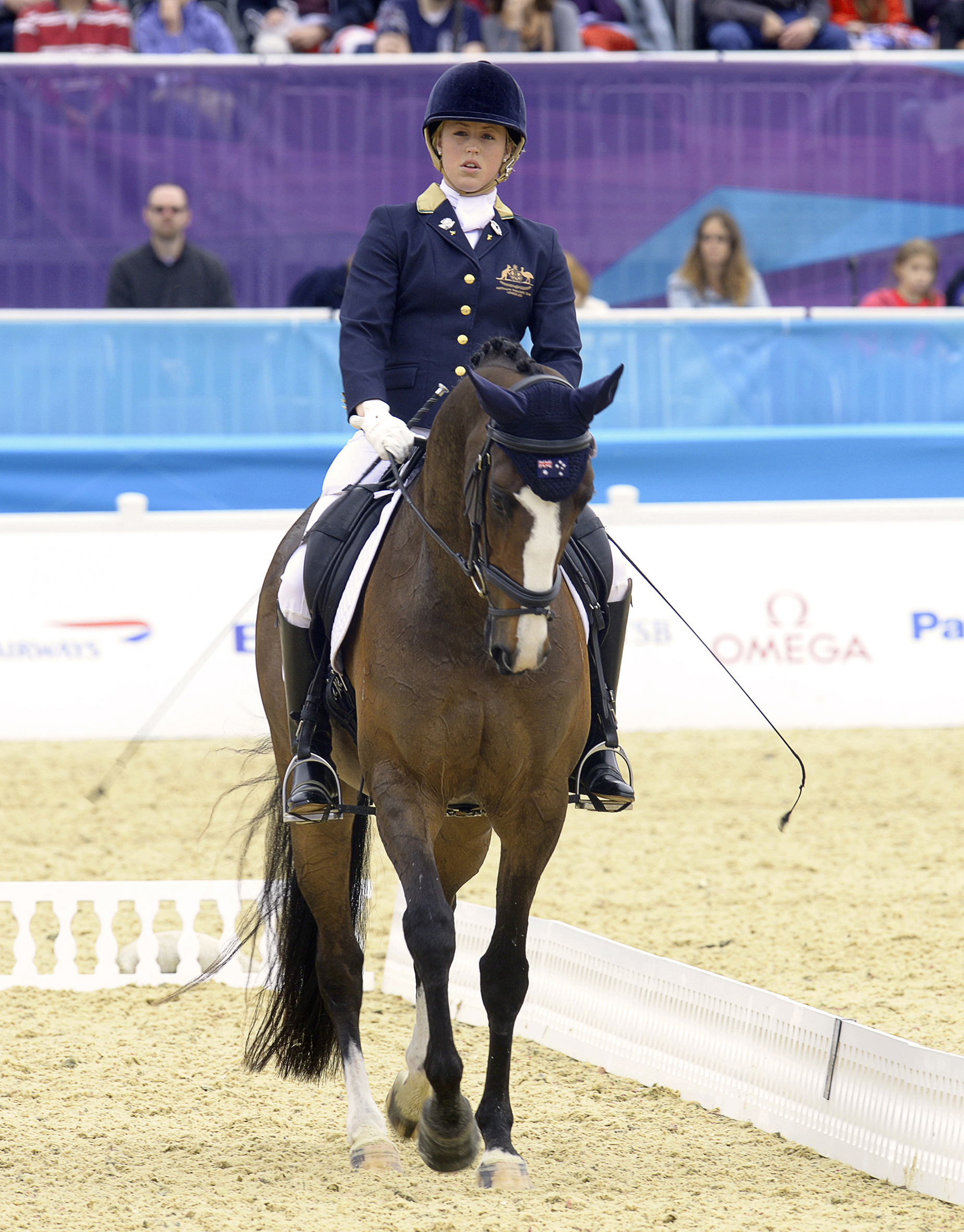
Grace na Paralimpíada de Londres, em 2012.